# Fritz Coester (Physiker)
Fritz Coester  (* 16. Oktober 1921 in Berlin; † 25. Januar 2020) war ein deutsch-US-amerikanischer Physiker, der in theoretischer Kernphysik arbeitete.

## Werdegang
Coester wuchs in Freiburg im Breisgau auf und begann 1939 ein Literaturstudium an der Universität Lausanne, wechselte aber kurz darauf zur Physik und promovierte 1944 an der Universität Zürich bei Gregor Wentzel (Über die Stabilität schwerer Kerne in der Mesontheorie). Er war danach als Physiker im Aerodynamik-Labor bei der Firma Gebrüder Sulzer in Winterthur. 1946 wurde er Forschungsassistent von E. C. G. Stueckelberg an der Universität Genf und 1947 Assistant Professor an der University of Iowa, wo er unter anderem mit Josef-Maria Jauch zusammenarbeitete. 1953 wurde er Associate Professor und 1960 Professor an der University of Iowa. Ab 1963 war er Senior Physicists am Argonne National Laboratory, wo er schon seit 1955 Berater war und 1997 offiziell in den Ruhestand ging, seine wissenschaftliche Arbeit aber weiter fortsetzte. Er war 1953/54 am Institute for Advanced Study.
Coester entwickelte Ende der 1950er Jahre mit Hermann Kümmel das Coupled-Cluster-Verfahren in der Vielteilchentheorie. Das Verfahren wurde nach Verfügbarkeit ausreichender Rechnerkapazitäten in den 1960er und 1970er Jahren vielfach in der Quantenchemie und Kernphysik für ab initio Rechnungen angewandt.
Er war Mitglied der US-amerikanischen, schweizerischen und europäischen Physikalischen Gesellschaften und der International Association of Mathematical Physics.
Coester war passionierter Bergsteiger.